# Dorchester, Illinois
Dorchester là một làng thuộc quận Macoupin, tiểu bang Illinois, Hoa Kỳ. Năm 2010, dân số của làng này là 151 người.

## Dân số
Dân số qua các năm:
- Năm 2000: 142 người.
- Năm 2010: 151 người.